# Clarence Carter

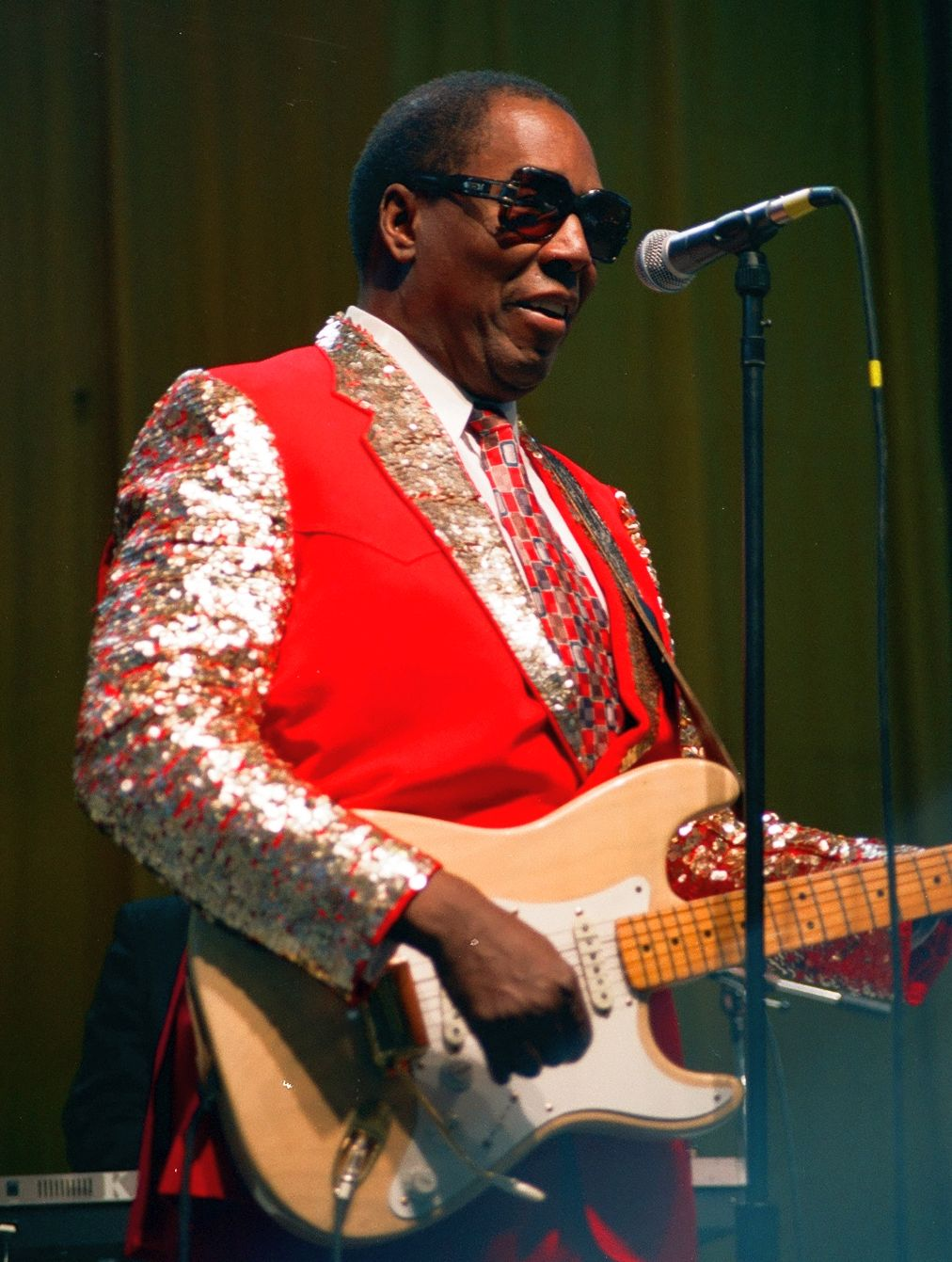
Clarence Carter

Clarence Carter (* 14. Januar 1936 in Montgomery) ist ein US-amerikanischer Sänger, Arrangeur und Songschreiber.

## Leben
Clarence Carter, seit frühester Kindheit blind, brachte sich selbst das Gitarrenspiel bei, sang in einem Gospelchor und schloss eine Musikausbildung ab. Zusammen mit Calvin Thomas gründete er das Duo Clarence & Calvin, war jedoch nicht sehr erfolgreich. Nach einem Autounfall von Calvin Thomas startete Carter eine Solokarriere und hatte im Jahr 1968 mit Slip Away und Too Weak to Fight zwei Millionenseller. Im Jahr 1970 konnte er mit Patches noch einmal einen Hit landen.
Bei den Grammy Awards 1971 wurde Patches als bester R&B-Song ausgezeichnet.

## Diskografie

### Alben
| Jahr | Titel                               | Höchstplatzierung, Gesamtwochen, AuszeichnungChartplatzierungen (Jahr, Titel, Platzierungen, Wochen, Auszeichnungen, Anmerkungen) | Höchstplatzierung, Gesamtwochen, AuszeichnungChartplatzierungen (Jahr, Titel, Platzierungen, Wochen, Auszeichnungen, Anmerkungen) | Anmerkungen                                                                 |
| Jahr | Titel                               | US | R&B | Anmerkungen                                                                 |
| ---- | ----------------------------------- | --- | --- | --------------------------------------------------------------------------- |
| 1968 | This Is Clarence Carter             | US200 (2 Wo.)US | R&B49 (2 Wo.)R&B | Erstveröffentlichung: Oktober 1968 Produzent: Rick Hall                     |
| 1968 | The Dynamic Clarence Carter         | US169 (4 Wo.)US | R&B22 (15 Wo.)R&B | Erstveröffentlichung: November 1968 Produzent: Rick Hall                    |
| 1969 | Testifyin’                          | US138 (3 Wo.)US | R&B35 (4 Wo.)R&B | Erstveröffentlichung: Juli 1969 Produzent: Rick Hall                        |
| 1970 | Patches                             | US44 (12 Wo.)US | R&B18 (11 Wo.)R&B | Erstveröffentlichung: September 1970 Produzent: Rick Hall                   |
| 1974 | Sixty Minutes with Clarence Carter  | — | R&B41 (9 Wo.)R&B | Erstveröffentlichung: Dezember 1973 Produzenten: Rick Hall, Clarence Carter |
| 1975 | Loneliness & Temptation             | — | R&B58 (2 Wo.)R&B | Erstveröffentlichung: September 1975 Produzent: Clarence Carter             |
| 1980 | Let’s Burn                          | US189 (3 Wo.)US | R&B28 (26 Wo.)R&B | Erstveröffentlichung: Dezember 1980 Produzent: Clarence Carter              |
| 1986 | Dr. C. C.                           | — | R&B20 (49 Wo.)R&B | Erstveröffentlichung: Juli 1986 Produzent: Clarence Carter                  |
| 1987 | Hooked on Love                      | — | R&B34 (33 Wo.)R&B | Erstveröffentlichung: November 1987 Produzent: Clarence Carter              |
| 1989 | Touch of Blues                      | — | R&B52 (20 Wo.)R&B | Erstveröffentlichung: Dezember 1988 Produzent: Clarence Carter              |
| 1990 | Between a Rock and a Hard Place     | — | R&B48 (23 Wo.)R&B | Erstveröffentlichung: Oktober 1990 Produzent: Clarence Carter               |
| 1992 | Have You Met Clarence Carter … Yet? | — | R&B73 (12 Wo.)R&B | Erstveröffentlichung: August 1992 Produzent: Clarence Carter                |

Weitere Alben
- 1971: That’s What Your Love Means to Me
- 1973: Sixty Minutes
- 1974: Real
- 1976: A Heart Full of Song
- 1981: In Person
- 1982: Patches (andere Tracks als auf dem gleichnamigen Album von 1970)
- 1982: Livin’ the Life
- 1982: Love Me with a Feeling
- 1982: Live in Johannesburg (Livealbum)
- 1984: Singing for My Supper
- 1985: Messin’ with My Mind
- 1994: Live with the Dr. (Livealbum)
- 1995: I Couldn’t Refuse
- 1996: Carter’s Corner
- 1997: Too Weak to Fight
- 1999: Bring It to Me
- 2003: Slippin’ Away
- 2003: All Y’all Feeling Alright
- 2004: A Little Bit of the Blues
- 2004: The Feeling Is Right
- 2005: One More Hit (To the Face)

### Kompilationen
| Jahr | Titel                                                         | Höchstplatzierung, Gesamtwochen, AuszeichnungChartplatzierungen (Jahr, Titel, Platzierungen, Wochen, Auszeichnungen, Anmerkungen) | Höchstplatzierung, Gesamtwochen, AuszeichnungChartplatzierungen (Jahr, Titel, Platzierungen, Wochen, Auszeichnungen, Anmerkungen) | Anmerkungen                     |
| Jahr | Titel                                                         | US | R&B | Anmerkungen                     |
| ---- | ------------------------------------------------------------- | --- | --- | ------------------------------- |
| 1971 | The Best of Clarence Carter                                   | US103 (10 Wo.)US | R&B11 (13 Wo.)R&B | Erstveröffentlichung: Mai 1971  |
| 1991 | The Best of Clarence Carter: The Dr.’s Greatest Prescriptions | — | R&B74 (14 Wo.)R&B | Erstveröffentlichung: Juli 1991 |

Weitere Kompilationen
- 1984: Soul Deep
- 1992: Snatching It Back: The Best of Clarence Carter
- 1994: Patches: The Best of Clarence Carter
- 1995: Together Again
- 1998: Slip Away and Other Hits
- 2007: The Platinum Collection
- 2012: The Fame Singles Volume 1: 1966–70
- 2012: The Fame Singles Volume 2: 1970–73
- 2014: Slip Away: The Ultimate Clarence Carter 1966–1971 (2 LPs)

### Singles
| Jahr | Titel Album                                                 | Höchstplatzierung, Gesamtwochen, AuszeichnungChartplatzierungen (Jahr, Titel, Album, Platzierungen, Wochen, Auszeichnungen, Anmerkungen) | Höchstplatzierung, Gesamtwochen, AuszeichnungChartplatzierungen (Jahr, Titel, Album, Platzierungen, Wochen, Auszeichnungen, Anmerkungen) | Höchstplatzierung, Gesamtwochen, AuszeichnungChartplatzierungen (Jahr, Titel, Album, Platzierungen, Wochen, Auszeichnungen, Anmerkungen) | Anmerkungen |
| Jahr | Titel Album                                                 | UK | US | R&B | Anmerkungen |
| ---- | ----------------------------------------------------------- | --- | --- | --- | --- |
| 1967 | Tell Daddy                                                  | — | — | R&B35 (6 Wo.)R&B | Erstveröffentlichung: November 1966 B-Seite von I Stayed Away Too Long Autor: Clarence Carter                                   |
| 1967 | Thread the Needle This Is Clarence Carter                   | — | US98 (1 Wo.)US | R&B38 (5 Wo.)R&B | Erstveröffentlichung: April 1967 Autor: Clarence Carter                                                                         |
| 1968 | Looking for a Fox This Is Clarence Carter                   | — | US62 (8 Wo.)US | R&B20 (7 Wo.)R&B | Erstveröffentlichung: Dezember 1967 Autoren: Clarence Carter, Marcus Daniel, Rick Hall, Wilbur Terrell                          |
| 1968 | Funky Fever This Is Clarence Carter                         | — | US88 (3 Wo.)US | R&B49 (3 Wo.)R&B | B-Seite von Slip Away Autoren: Clarence Carter, Marcus Daniel, Rick Hall, Joe Wilson                                            |
| 1968 | Slip Away This Is Clarence Carter                           | — | US6 Gold · (16 Wo.)US | R&B2 (19 Wo.)R&B | Erstveröffentlichung: April 1968 Autoren: Marcus Daniel, Wilbur Terrell, William Armstrong                                      |
| 1968 | Too Weak to Fight The Dynamic Clarence Carter               | — | US13 Gold · (15 Wo.)US | R&B3 (13 Wo.)R&B | Erstveröffentlichung: Oktober 1968 Autoren: Clarence Carter, George Jackson, Johnny Keyes, Rick Hall                            |
| 1969 | Snatching It Back Testifyin’                                | — | US31 (10 Wo.)US | R&B4 (9 Wo.)R&B | Erstveröffentlichung: Februar 1969 Autoren: Clarence Carter, George Jackson                                                     |
| 1969 | The Feeling Is Right Testifyin’                             | — | US65 (6 Wo.)US | R&B9 (7 Wo.)R&B | Erstveröffentlichung: Juni 1969 Autoren: George Jackson, Mickey Buckins                                                         |
| 1969 | Doin’ Our Thing Testifyin’                                  | — | US46 (9 Wo.)US | R&B9 (9 Wo.)R&B | Erstveröffentlichung: August 1969 Autoren: Allyn Lee, Clarence Carter, Clemmie McCants                                          |
| 1970 | Take It Off Him and Put It on Me                            | — | US94 (4 Wo.)US | R&B23 (6 Wo.)R&B | Erstveröffentlichung: Januar 1970 Autoren: George Jackson, Herman Jones, Larry Pierce, Mickey Buckins, Robert Owens             |
| 1970 | I Can’t Leave Your Love Alone Patches                       | — | US42 (14 Wo.)US | R&B6 (11 Wo.)R&B | Erstveröffentlichung: April 1970 Autoren: Clarence Carter, George Jackson                                                       |
| 1970 | Patches                                                     | UK2 (13 Wo.)UK | US4 Gold · (14 Wo.)US | R&B2 (13 Wo.)R&B | Erstveröffentlichung: Juli 1970 Grammy (R&B Song) Autoren: General Johnson, Ronald Dunbar Original: Chairman of the Board, 1970 |
| 1970 | It’s All in Your Mind Patches                               | — | US51 (9 Wo.)US | R&B13 (8 Wo.)R&B | Erstveröffentlichung: November 1970 Autoren: George Jackson, Raymond Moore                                                      |
| 1971 | The Court Room                                              | — | US61 (6 Wo.)US | R&B12 (8 Wo.)R&B | Erstveröffentlichung: April 1971 Autor: Red Lane                                                                                |
| 1971 | Slipped, Tripped and Fell in Love                           | — | US84 (5 Wo.)US | R&B25 (7 Wo.)R&B | Erstveröffentlichung: Juli 1971 Autor: George Jackson                                                                           |
| 1971 | Scratch My Back (And Mumble in My Ear)                      | — | — | R&B41 (4 Wo.)R&B | Erstveröffentlichung: Oktober 1971 Autoren: Marcell Strong, Raymond Moore, Earl Cage, Jr.                                       |
| 1972 | Back in Your Arms                                           | — | — | R&B46 (4 Wo.)R&B | Erstveröffentlichung: November 1972 Autor: Oliver Sain                                                                          |
| 1973 | Put on Your Shoes and Walk                                  | — | — | R&B40 (5 Wo.)R&B | Erstveröffentlichung: Februar 1973 Autoren: James Ralph Bailey, Ken Williams                                                    |
| 1973 | Sixty Minute Man Sixty Minutes with Clarence Carter         | — | US65 (8 Wo.)US | R&B17 (13 Wo.)R&B | Erstveröffentlichung: Mai 1973 Autor: Clarence Carter                                                                           |
| 1973 | Mother-in-Law                                               | — | US78 (5 Wo.)US | R&B24 (7 Wo.)R&B | B-Seite von Sixty Minute Man Autor: Allen Toussaint Original: Ernie K-Doe, 1960                                                 |
| 1973 | I’m the Midnight Special Sixty Minutes with Clarence Carter | — | — | R&B15 (14 Wo.)R&B | Erstveröffentlichung: Oktober 1973 Autoren: Allyn Mitchell, George Jackson, Raymond Moore, Roland Chambers                      |
| 1975 | I Got Caught Loneliness & Temptation                        | — | — | R&B49 (12 Wo.)R&B | Erstveröffentlichung: August 1975 Autoren: Clarence Carter, Roger Hatcher                                                       |
| 1981 | It’s a Monster Thang In Person                              | — | — | R&B81 (4 Wo.)R&B | Erstveröffentlichung: August 1981 Autor: George Jackson                                                                         |
| 1988 | Strokin’ Dr. C. C.                                          | UK82 (3 Wo.)UK | — | — | Erstveröffentlichung: April 1988 Autor: Clarence Carter Splitsingle mit Gary B. B. Coleman – Watch Where You Stroke             |

Weitere Singles
- 1967: She Ain’t Gonna Do Right (VÖ: September)
- 1968: Back Door Santa (VÖ: November)
- 1972: If You Can’t Beat ’Em (mit Candi Staton; VÖ: Mai)
- 1974: Love’s Trying to Come to You (VÖ: April)
- 1975: Warning (VÖ: Januar)
- 1976: Dear Abby (VÖ: April)
- 1976: A Heart Full of Song
- 1977: What Was I Supposed to Do (VÖ: August)
- 1980: Jimmy’s Disco (VÖ: September)
- 1981: Patches (I’m Depending on You)
- 1981: Let’s Burn (VÖ: Juni)
- 1981: Can We Slip Away Again? (VÖ: November)
- 1982: Love Me with a Feeling
- 1984: It Ain’t What You Do
- 1985: Messin’ with My Mind
- 1986: If You Let Me Take You Home
- 1987: Dr. C. C.
- 1987: Grandpa Can’t Fly His Kite
- 1988: Trying to Sleep Tonight
- 1988: I Feel It
- 1988: I’m Not Just Good, I’m the Best
- 1989: Why Do I Stay Here and Take This Shit from You
- 1989: Kiss You All Over
- 1990: I’m Between a Rock and a Hard Place
- 1991: Things Ain’t Like They Used to Be
- 1991: I Ain’t Leaving, Girl
- 1992: G Spot
- 1992: Hand Me Down Love
- 1997: Sugar Daddy